# Osona (barri de Vic)

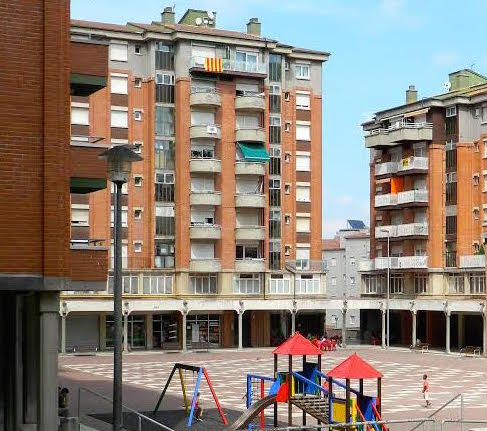
La plaça d'Osona, un barri de la ciutat de Vic.

La plaça d'Osona està situada a la ciutat de Vic a l'extrem sud, concretament a l'àrea suburbana. És un barri format per quatre grans blocs de pisos i unes cases unifamiliars al voltant. Com a nucli trobem la plaça Osona, on hi ha una gran varietat de comerços i un parc infantil. Degut al creixement demogràfic s'han construït blocs de pisos més moderns als voltants fins a arribar a la zona de la Serra de Santferm, per acollir a la gent nouvinguda.
A prop del barri també hi ha l'Escola Salarich, la qual ofereix ensenyament fins a cicle superior. Davant d'aquesta, hi ha la caserna de la Guardia Civil.
Pel que fa la l'estructura de les famílies, acostumen a conviure en un nucli familiar de pares i fills, per tant, podríem dir que és un barri familiar on el perfil de persona que n'és protagonista és l'infant.

## Història
La Plaça d'Osona va ser construïda a mitjans de la dècada dels 70, apropant-se als finals es va produir un creixement econòmic considerable. Va ser un projecte impulsat per Enric Pladevall Font, en un principi la intenció era crear un règim cooperatiu que tingués de nom de Cooperativa de Viviendas Sanchez-Arjona i comptés amb un nucli d'uns cinc-cents habitatges amb places de pàrquing, locals comercials, de serveis i amb grans zones privades d'ús comunitari. Tan sols els primers anys es va poder complir el projecte del Sr.Pladevall, ja que aquest període va coincidir amb un període de crisi econòmica que va concórrer amb la transició política.
Aquesta situació va fer que els preus dels pisos encarissin i no es poguessin complir certs períodes d'entrega, a conseqüència de tot el que la crisi va provocar que molts dels socis que ja tenien emparaulats els pisos es donessin de baixa. Els socis que es van quedar a càrrec de la Cooperativa van haver de superar molts obstacles econòmics i fer certes modificacions al pla inicial que tenien del projecte; venen terrenys, construint menys habitatges dels previstos en concretament dos-cents dotze, i cobrint diverses derrames no previstes.
Les primeres famílies que van començar a viure al barri van arribar aproximadament al 1978, quan el barri encara no estava enllestit del tot. La majoria d'aquestes famílies arribaven d'altres pobles de la comarca i de la mateixa ciutat de Vic, però pràcticament totes eren catalanes o d'algun altre lloc de l'Estat. El perfil de famílies que va acollir en un principi aquest barri eren parelles joves, majoritàriament acabades de casar, amb fills. Amb el temps el barri va anar fent front a totes les despeses econòmiques que la crisi els va dur, i això va ajudar a la socialització de les persones dins del barri. Es va convertir en una espècie de poble en un nucli perifèric de la ciutat de la comarca d'Osona, on tots els veïns es coneixien i feien molta vida als voltants de la plaça. Tot i així el barri va establir un procés de creixement al 1990 amb la construcció de nous habitatges, pisos i cases unifamiliars, que va continuar fins als anys del boom immobiliari fins al 2007 aproximadament. Va ser arrel d'aquest creixement quan van començar a instal·lar-se persones de diferents ètnies i cultures a les que predominaven el barri fins al moment. En un bon principi van instal·lar-se magrebins, però poc temps després va començar a arribar gent d'arreu del món.
L'any 1980 es va fer la primera festa major del barri amb força èxit i participació, des de llavors s'ha convertit en una tradició fins als nostres dies, com també es mantenen diferents activitats o celebracions a nivell de barri com la recollida de cartes del Patge Reial o la diada de Sant Jordi. Fou al final d'aquesta dècada que es va crear la Comunitat de Propietaris, que eren els que gestionaven el barri i feien les funcions de l'associació de veïns. Va ser l'any 2001 però quan es va formar l'Associació de Veïns com a entitat que gestiona els actes i la socialització del barri, al 2002, seguidament per reforçar-ho es va posar en marxa el Centre Cívic del barri per dur a terme la part més d'activitats, dinamització i coordinació dels veïns dins del barri.
Actualment molts dels veïns que van viure l'origen del barri ja no viuen en aquella zona i s'han desplaçat majoritàriament al centre de la ciutat o bé han marxat d'aquesta. Això ha fet convertit al barri Osona en un barri de tipus subaltern degut a la disminució del cost dels pisos i conseqüentment ha portat a molta població immigrant a viure en aquelles zones. Avui en dia és un barri culturalment parlant, molt ric.

## Serveis
Pel que fa al barri d'Osona, està compost per diferents negocis, només d'entrar a la plaça hi trobem un forn de pa on a més a més hi ha una petita zona de bar. Al voltant de tota a plaça hi ha dos bars on la gent va a passar-hi l'estona de lleure, un petit supermercat i una rostisseria que des de ja fa uns anys està tancada.
A més a més, també hi ha dues empreses, que no treballen pel barri, sinó que treballen per Vic i altres zones, com són la Plana Fàbrega i el laboratori protèsic de Ramon Martí. A nivell d'institució política tenen en un extrem exterior del barri la Guardia Civil. Finalment a nivell d'entitats i institucions és un barri molt treballat culturalment, té un Centre Cívic, que és una entitat molt important per al barri. El Centre Cívic fa de pont entre l'Ajuntament Arxivat 2006-07-15 a Wayback Machine. i el barri a nivell cultural, laboral, socio-econòmic, social, etc.

### Servei d'interès: Centre Cívic
El Centre Cívic és una entitat que normalment fa referència a un espai públic, obert a tothom amb unes característiques estructurals i funcionals definides, per a la dinamització sociocultural i l'acció comunitària. Dona cabuda a programes, activitats i serveis per a persones de totes les edats amb la finalitat d'aconseguir la dinamització sociocultural i l'acció comunitària.
El Centre Cívic del barri d'Osona s'encarrega de dur a terme activitats a nivell de barri i activitats que venen emanades des de l'ajuntament de Vic. Pel que fa a les activitats a nivell de barri es solen celebrar les festivitats més populars com el Nadal, Sant Jordi o la Castanyada, entre d'altres activitats que normalment consten de costums catalanes. Aquestes activitats es realitzen puntualment dins les instal·lacions del centre pels més petits. Les activitats que es duen a terme des de l'Ajuntament tenen una temàtica definida a cada barri, i aquestes són sempre diverses i variades. La temàtica del barri d'Osona és artesania i treballs manuals, i realitzen activitats com: “decoupage, chalk paint i stencil”, interiorisme “fengshui”, fofutxes, aquarel·la i “Scrap’’. La majoria d'aquestes es fan a la tarda/vespre, tot i que un parell també es fan en horari de matins. Cal afegir que per Nadal, concretament el 17 de desembre, es crea un taller d'arbre de Nadal i ornaments de feltre. L'horari establert de tardes és de 18:30 a 20:00h i de 20:15 a 21:45h i el de matins és de 09:30 a 11:00h i de 11:00 a 12:30h.

## Cultura popular
Es va portar a terme un projecte social entre l'any 2008 i 2009 amb la finalitat de fomentar la participació ciutadana i la cohesió social, el qual va consistir a realitzar un migmetratge anomenat “El barri és nostre” (tràiler) realitzat pels mateixos veïns i veïnes del barri. El film, va obtenir a Itàlia el premi "Menció Especial del públic" com a millor projecció.